# An Evening with Dua Lipa
An Evening with Dua Lipa è uno speciale televisivo della cantante britannico-albanese Dua Lipa. Il programma è andato in onda sull'emittente britannica ITV1 l'8 dicembre 2024. Costituito da esibizioni soliste e da un duetto selezionato con il cantante britannico Elton John, era parte della promozione del suo terzo album in studio Radical Optimism. Lo speciale è stato registrato il 17 ottobre 2024 alla Royal Albert Hall di Londra.
Il programma è stato trasmesso anche dalla rete televisiva statunitense CBS e in simulcast tramite il servizio di streaming Paramount+ il 15 dicembre 2024. La cantante è stata accompagnata sul palco da un'orchestra di 53 elementi e da musicisti legati all'artista, in particolare la Heritage Orchestra. Prima della trasmissione, Dua Lipa ha pubblicato il suo album live di debutto, Dua Lipa Live from the Royal Albert Hall, il 6 dicembre 2024 tramite la Warner Records.

## Antefatti
Dua Lipa ha presentato il suo terzo album in studio intitolato Radical Optimism sui social media il 13 marzo 2024. Il progetto si ispira alla città natale di Lipa, Londra, per la sua “sicurezza e libertà del Britpop degli anni '90”. Il concetto è stato introdotto da un caro amico della cantante, con quest'ultima che ha catturato “l'essenza della giovinezza e della libertà” in modo da poterla incorporare nelle sue sessioni di registrazione. Successivamente, la cantante ha annunciato il suo terzo tour concertistico a sostegno dell'album il 18 marzo.
Lipa ha pubblicato su Instagram un poster promozionale in cui annunciava che avrebbe tenuto un concerto speciale alla Royal Albert Hall. I fan che avevano preordinato l'album hanno potuto acquistare i biglietti in prevendita il 10 aprile, mentre la vendita generale è iniziata due giorni dopo tramite Ticketmaster. I biglietti erano limitati a due per prenotazione, con prezzi che variavano da 55 a 86 sterline britanniche. Un mese dopo, il 3 maggio 2024, l'album neo-psichedelico è stato pubblicato.
Il concerto si è tenuto il 17 ottobre 2024 e Lipa è stata affiancata sul palco dalla Heritage Orchestra diretta dal compositore britannico Ben Foster, dalla sua band composta da sette elementi e da quattordici coristi. Successivamente, le reti televisive CBS Entertainment e ITV hanno confermato, in un comunicato stampa del 23 ottobre, che l'artista sarebbe stata protagonista di uno speciale televisivo intitolato An Evening with Dua Lipa, trasmesso poi l'8 dicembre dello stesso anno.

## Sinossi

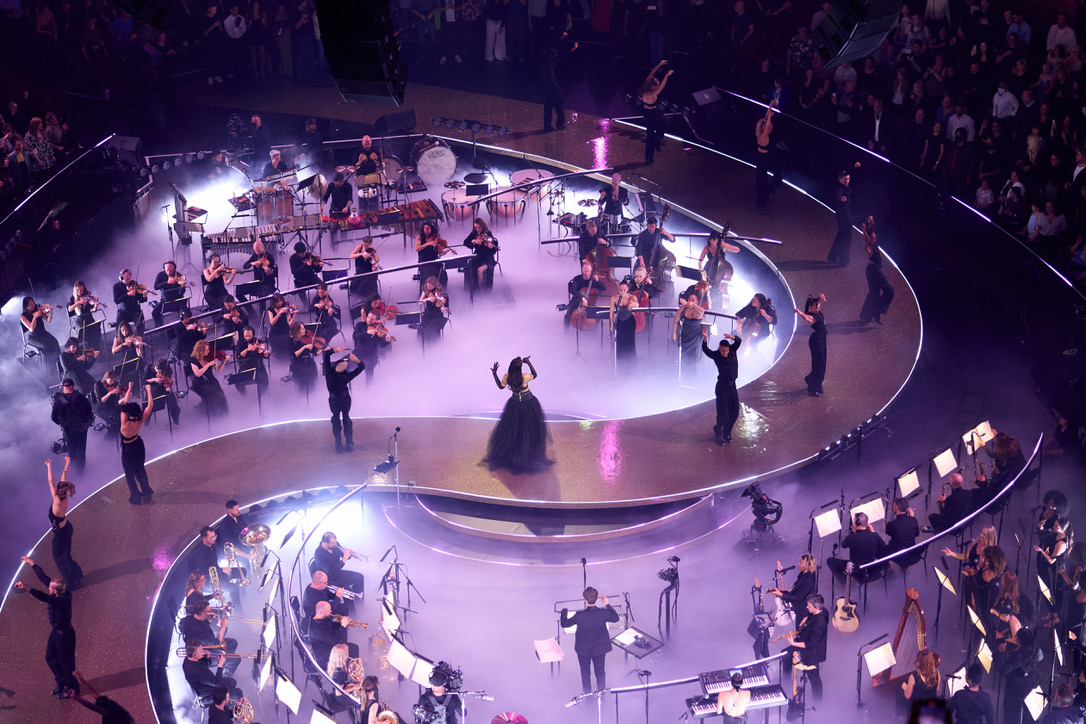
Dua Lipa durante un'esibizione con la Heritage Orchestra

Lo speciale inizia con la vista di una passerella a forma di S, circondata dall'orchestra di 53 elementi diretta da Ben Foster. La telecamera inquadra spesso Dua Lipa mentre attraversa il backstage della Royal Albert Hall. Lipa ha aperto il suo spettacolo con una performance di Houdini (2023). Al termine dell'esibizione, il programma passa a un'intervista con Lipa, che include filmati di lei stessa e dell'orchestra durante le prove. Ha interagito spesso con il pubblico, osservando gli abiti e le reazioni dei presenti, poi ha eseguito insieme ai coristi Levitating (2020) e Maria (2024). Riprendendo l'intervista, Lipa ha ricordato il passato guardando filmati di se stessa da giovane mentre cantava e ha ringraziato il suo insegnante di musica dell'infanzia, Ray; i due si sono ritrovati dopo dieci anni che non si vedevano. In seguito, Anything for Love (2024) è stata eseguita in una versione soft al pianoforte.

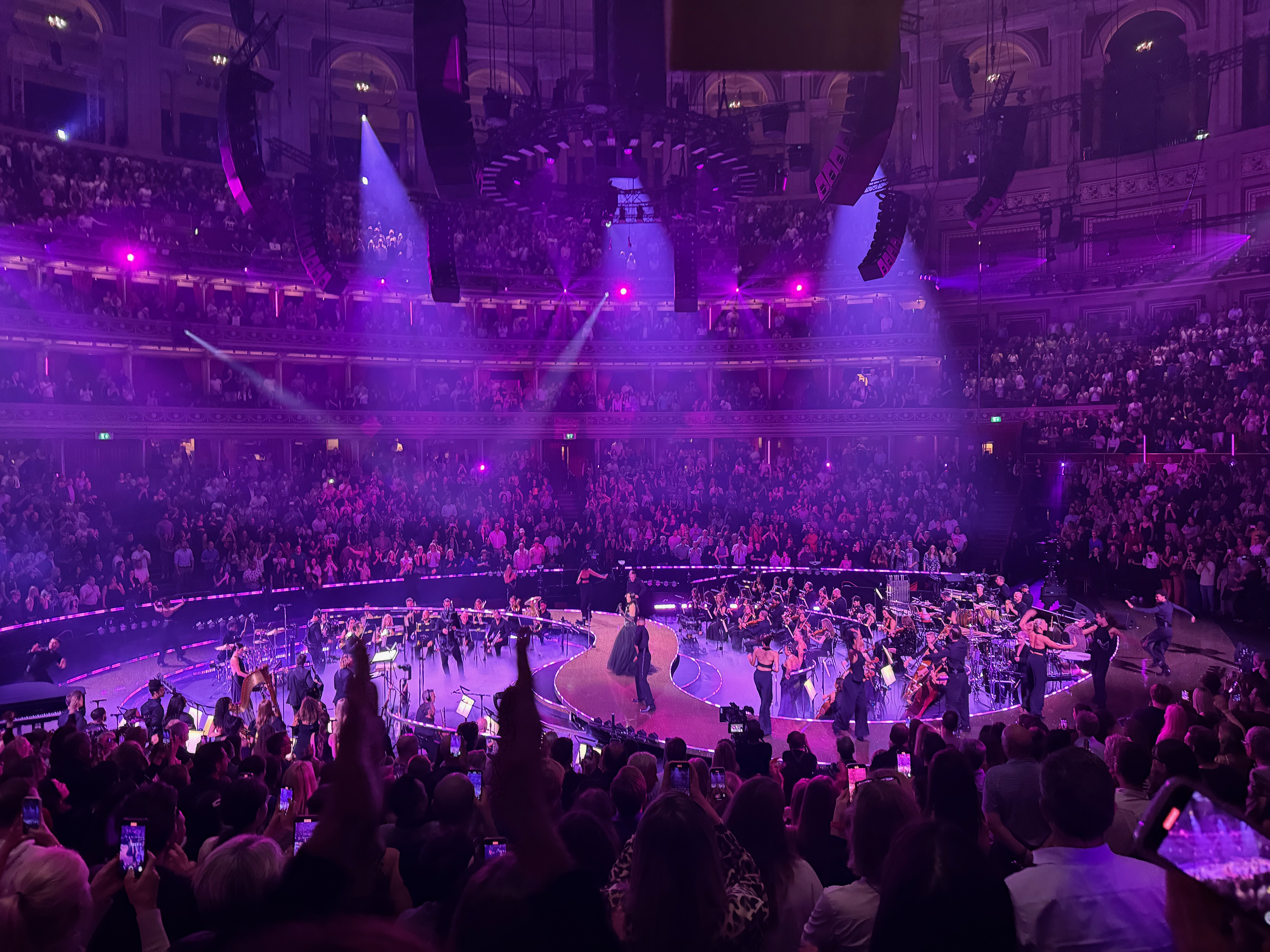
Una panoramica di un'esibizione di Dua Lipa

Successivamente, la cantante ha parlato del suo stretto rapporto con Elton John, con cui ha cantato per la prima volta insieme alla festa annuale della sua fondazione per la lotta contro l'AIDS, trasmessa in diretta streaming nell'aprile 2021. John ha ricordato di aver chiamato Lipa per una collaborazione su un remix, che lei ha accettato immediatamente. Quando ha iniziato a cantare la canzone Cold Heart (PNAU Remix) (2021), Lipa ha dato il benvenuto a John sul palco ed entrambi hanno cantato in un duetto esclusivo. Dopo che John è stato accompagnato fuori dal palco, Lipa ha cantato Happy for You (2024) e ha chiesto al pubblico di applaudire, mentre lei correva sul palco.
In seguito, è stato mostrato un filmato nel quale Dua Lipa e i suoi fratelli Gjin e Rina hanno visitato il grande magazzino Liberty alla ricerca di decorazioni natalizie, spiegando come le festività riuniscano le famiglie nei momenti di difficoltà. Proseguendo il programma, Lipa ha concluso la performance con un medley tra Dance the Night (2023) e Don't Start Now (2019).
La versione CBS contiene inoltre le esibizioni aggiuntive dei brani These Walls, Love Again e Illusion. Include anche filmati girati in diverse location di New York.

## Abiti di scena
Durante tutto il programma, Lipa ha portato due abiti personalizzati. Per la prima parte del concerto, la cantante ha indossato un abito rosso ciliegia con corsetto ricreato da Jean Paul Gaultier, con strati di tulle cremisi, un ampio spacco e guanti da sera bordeaux. Il secondo abito era un vestito monocromatico Chanel personalizzato, composto da perle ricamate con i caratteristici ornamenti a forma di camelia. Lipa ha ringraziato lo stilista e designer statunitense Jahleel Weaver per aver curato entrambi gli abiti.

## Accoglienza
The Guardian ha assegnato una media di 3/5.
È impressionante per dimensioni e ambizione, la sua voce è abbastanza forte da non essere sovrastata dalla strumentazione, e non c'è assolutamente alcun motivo per cui il suo genere dance-pop non debba funzionare con archi e ottoni.
The Independent gli ha assegnato un punteggio di 4/5.
L'effetto è palpabile molto prima che la sensazionale artista disco-pop anglo-albanese salga sul palco della Royal Albert Hall di Londra, trasformata per l'occasione in una sontuosa arena a 360 gradi.
La trasmissione della CBS è stata seguita da 2,88 milioni di telespettatori.